# Isabel Enríquez de Castilla
Isabel Enríquez de Castilla (m. c. 1420). Dama castellana, hija ilegítima del rey Enrique II de Castilla y de Juana de Cárcamo, fue abadesa del convento de Santa Clara la Real de Toledo, al igual que su hermana Inés Enríquez, que también lo fue entre 1393 y 1443. Algunos historiadores destacan que las biografías de ambas son inseparables.

## Orígenes familiares
Algunos autores señalan que, al igual que su hermana Inés Enríquez, Isabel fue hija ilegítima del rey Enrique II de Castilla y de Juana de Cárcamo, pero en siglos pasados otros afirmaron que se desconocía la identidad de su madre. El padre Enrique Flórez, por su parte, tampoco mencionó el nombre de la misma.
Isabel Enríquez era nieta por parte paterna del rey Alfonso XI de Castilla y de su amante, Leonor de Guzmán, y fue medio hermana por parte de padre, entre otros, del rey Juan I de Castilla y de Fadrique de Castilla, que fue duque de Benavente y murió preso en el castillo de Almodóvar del Río en 1414.

## Biografía

### Juventud y matrimonio con Gonzalo Núñez de Guzmán
Se desconoce su fecha de nacimiento. El cronista Francisco de Rades y Andrada afirmó que en una escritura del archivo de la Orden de Calatrava se afirmaba que cuando Isabel Enríquez y Gonzalo Núñez de Guzmán, que llegaría a ser maestre de las órdenes militares de Alcántara y Calatrava, eran jóvenes, ambos contrajeron matrimonio «clandestinamente», lo que también es confirmado por otros autores, y señaló que a causa de ello el rey Enrique II encerró en prisión a Gonzalo Núñez de Guzmán e Isabel Enríquez profesó como religiosa junto a su hermana Inés en el convento de Santa Clara la Real de Toledo.

Emblema de la Orden de Alcántara

Conviene señalar que el 26 de mayo de 1383, en Aviñón, el papa Clemente VII absolvió a un individuo llamado Gonzalo, a fin de que este pudiera ingresar como caballero en la Orden de Alcántara, de su delito de bigamia e infamia, y suspendió las sanciones que se le habían impuesto, según consta en un documento publicado en el tomo I de la Colección diplomática medieval de la orden de Alcántara, aunque el historiador Blas Quintanilla Casado señaló que cabe la posibilidad de que ese documento, cuyo original se conserva en el Registro del Archivo Vaticano, no se refiriera a Gonzalo Núñez de Guzmán.
Aunque no hay constancia documental de ese matrimonio entre Isabel Enríquez y Gonzalo Núñez de Guzmán, en una sección del testamento del rey Enrique III de Castilla, otorgado en la ciudad de Toledo el 24 de diciembre de 1406, un día antes de su muerte, sí hay pruebas de que entre Isabel Enríquez y Gonzalo Núñez, que había fallecido dos años antes, en 1404, existían ciertas obligaciones económicas:

Otrosí por quanto yo mandé cien mil maravedís a doña Inés y doña Isabel, mis tías, monjas en Santa Clara de Toledo, por quanto yo tomé algunos de los bienes que el maestre Gonzalo Núñez de Guzmán dexó por algunos maravedís míos que me tomó de mis rentas y pechos y derechos, y el dicho maestre era obligado a la dicha doña Isabel en algunas cuantías de maravedís; e yo por le hacer enmienda le mandé los dichos cien mill maravedís; mando a los dichos mis testamentarios que se los fagan pagar de los maravedís de mi tesoro.

Además, el 23 de septiembre de 1395 Gonzalo Núñez de Guzmán, que en esos momentos era maestre de la Orden de Calatrava, fue absuelto de la excomunión que pesaba sobre él por el arzobispo de Toledo, Pedro Tenorio, y en el documento se afirma que había sido excomulgado por su «unión», a la que no se califica de matrimonio, con Isabel Enríquez, y el historiador Quintanilla Casado señaló que una unión matrimonial válida jamás es condenada por la Iglesia, sino al contrario, por lo que en su opinión en este caso debió de producirse alguna «irregularidad canónica», aunque también afirma, basándose en los documentos y relatos cronísticos mencionados anteriormente, que no puede dudarse de que hubo una vinculación entre ambos que en cualquier caso quedó rota cuando Gonzalo entró a formar parte de la Orden de Alcántara e Isabel Enríquez se retiró al convento de las clarisas de Toledo.

### Monja y abadesa del convento de Santa Clara la Real de Toledo
Hacia 1370, aunque otros autores afirman que fue en 1375, tanto ella como su hermana Inés profesaron como religiosas en el convento de Santa Clara de Toledo, que era uno de los más destacados de la ciudad, y aunque se desconoce la fecha exacta en que ambas tomaron los hábitos de clarisas en dicho cenobio, sí hay constancia de que en 1376 ya lo habían hecho, y de que desde 1372 el convento comenzó a llamarse de «Santa Clara la Real».

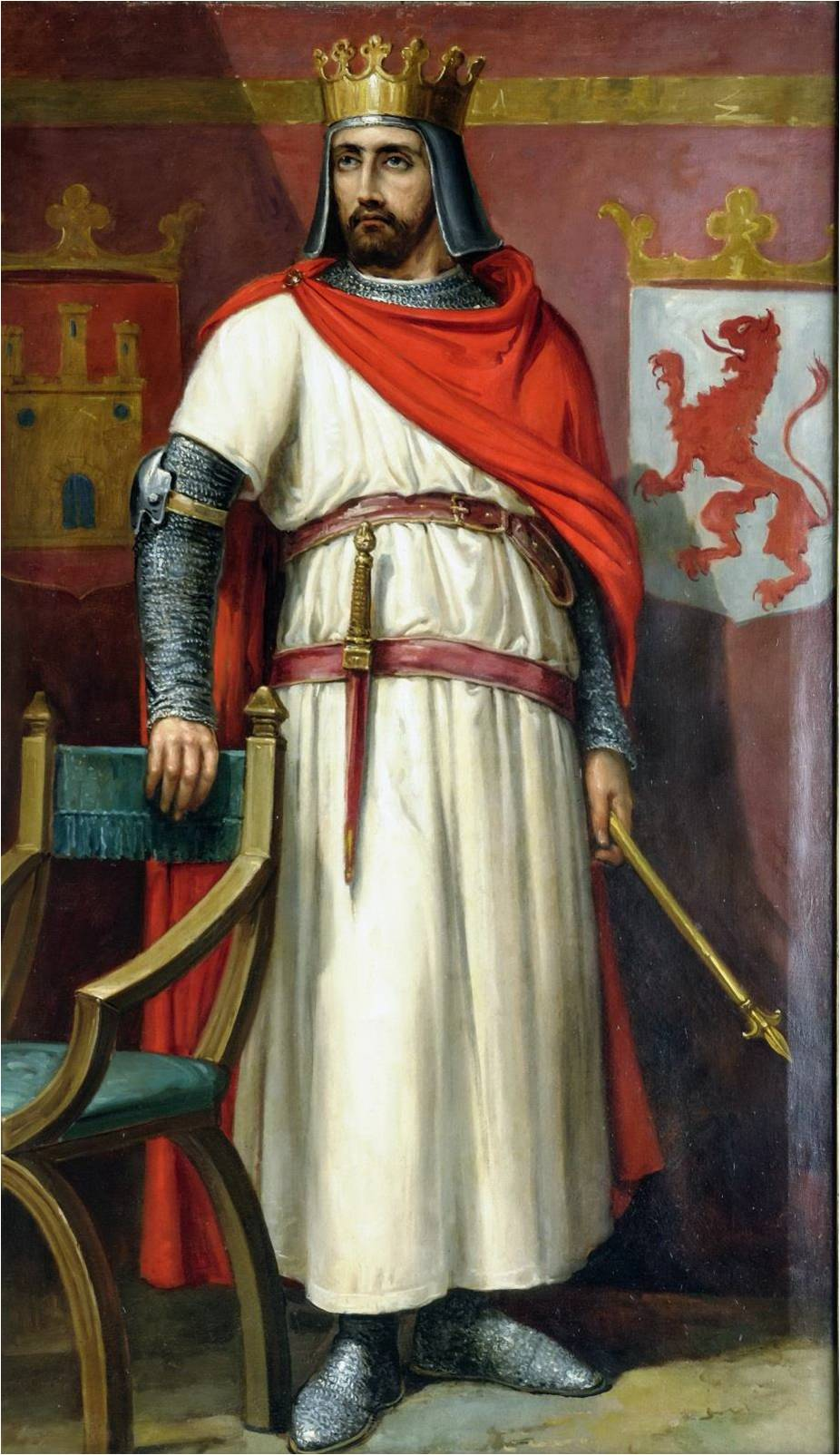
Retrato imaginario de Enrique II de Castilla. José María Rodríguez de Losada. (Ayuntamiento de León).

La dote que Isabel e Inés Enríquez entregaron al convento de Santa Clara la Real consistió en 100.000 maravedíes de renta, 35 cahices de pan de renta, y numerosas joyas, dinero y obras de arte, entre las que se cuenta la imagen conocida como el Cristo de las Infantas. Y en el Libro de Memorias de Santa Clara la Real consta que «el dicho Señor D. Henrrique de buena Memoria dio por la dote (de sus hijas) 50 dineros por la Señora Dª. Innés y 17 caizes de trigo (en Renta) y por la Señora Dª. Isabel otros 50 dineros y 17 caizes de trigo», lo que coincide por lo manifestado por otros autores, que afirmaron que la dote legada al convento toledano por ambas hermanas fue cuantiosa.
El convento de Santa Clara de Toledo atravesaba una grave crisis económica en esos momentos, ya que había más de 70 monjas sin incluir a las novicias, y en el reino de Castilla, como señalan diversos autores, había una grave inflación que elevó enormemente los precios, por lo que la «generosa» dote aportada al convento toledano por las hijas de Enrique II contribuyó a aliviar la situación financiera del cenobio y permitió que éste pudiera adquirir dos casas que estaban junto a él. Además, tanto Isabel Enríquez como su hermana Inés llegarían a ser abadesas del convento de Santa Clara la Real de Toledo, que disfrutaba del singular privilegio de custodiar las llaves de dicha ciudad por las noches.
El 8 de enero de 1376 Enrique II expidió en la ciudad de Sevilla un privilegio rodado por el que instituía un señorío jurisdiccional y solariego de encomienda regia a favor del convento de Santa Clara la Real de Toledo, y con dicho privilegio el rey no solamente protegía y garantizaba la cuantiosa dote que había proporcionado a sus hijas al ingresar en él, sino a todo el patrimonio que poseía el convento, que recibió además el título de «real», siendo el único que lo poseía en la ciudad de Toledo junto con el monasterio de Santo Domingo el Real. Y conviene señalar que dicho privilegio fue confirmado por los inmediatos sucesores de Enrique II, y así lo hicieron Juan I de Castilla en 1379, Enrique III en 1393, y Juan II en 1442.
En el convento se celebraban todos los años un aniversario con misa, vigilia y responso cantados en memoria del rey Enrique II, que había protegido siempre al convento y estimaba mucho a las monjas clarisas, y de su esposa Juana Manuel de Villena, hija del célebre magnate Don Juan Manuel. Ambos monarcas apreciaban profundamente a los frailes franciscanos y habían sido enterrados en la capilla de los Reyes Nuevos de la catedral de Toledo, y en su testamento, Enrique II cedió a sus hijas 36.000 maravedíes de renta, siendo 20.000 de ellos para Isabel Enríquez y los 16.000 restantes para su otra hija, Inés, y el rey dispuso que a la muerte de ambas esos 36.000 maravedíes de renta serían para el convento de Santa Clara la Real de Toledo.
La historiadora María Luisa Pérez de Tudela subrayó el hecho de que en 1387, durante el reinado de Enrique III, que era sobrino carnal de Isabel Enríquez, se produjo en el convento de Santa Clara la Real de Toledo el «hecho excepcional» de que fueron elegidas sucesivamente abadesas del mismo tanto Isabel como su hermana Inés, aunque la misma historiadora señaló que siempre fue esta última la que «institucionalmente» ostentó desde 1387 el cargo de abadesa, y de que desde 1393 todos los documentos fueron firmados por Inés y posteriormente aprobados o confirmados por su hermana Isabel.
 

En 1393 el papa Clemente VII emitió una bula que permitía a Inés Enríquez, la hermana de Isabel, ser elegida para ejercer el cargo de abadesa de Santa Clara la Real a pesar de ser hija ilegítima, y el nuncio apostólico emitió ciertas dispensas por las que ambas quedaban exentas de toda culpa y «limpias de toda ilegitimidad». Y la historiadora María Luisa Pérez de Tudela señaló que el extenso periodo en el que Inés Enríquez fue la abadesa del convento, y que se prolongó hasta alrededor de 1443, en que falleció, fue el de su «máximo esplendor», ya que a la protección que los reyes Juan I, Enrique III y Juan II otorgaron al mismo se sumaron otros privilegios y exenciones otorgados por los papas o por las autoridades eclesiásticas, y las numerosas donaciones de particulares que el convento recibió en bienes inmuebles y raíces y en ornamentos y otros objetos destinados a las ceremonias religiosas.

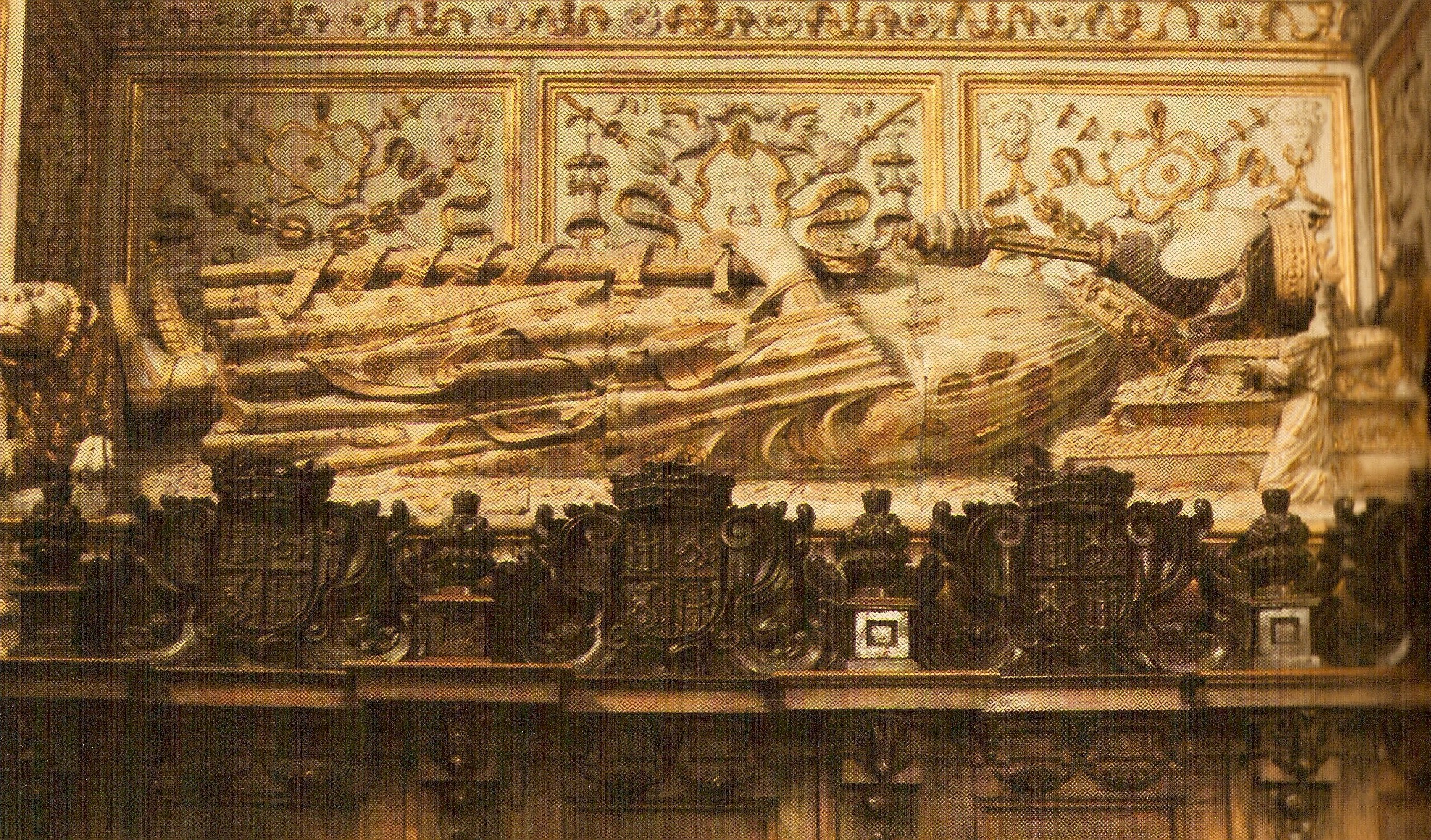
Sepulcro del rey Enrique II de Castilla en la capilla de los Reyes Nuevos de la catedral de Toledo.

Isabel Enríquez y las discretas del convento de Santa Clara ayudaban y asesoraban a Inés Enríquez, que era la encargada de gobernar el convento y administrarlo y de velar por sus intereses financieros, y hay constancia de que fue ella quien se encargó de conseguir para su convento numerosos privilegios por parte de los monarcas castellanos, aunque también se encargaba de suscribir todos los documentos o escrituras notariales relacionados con el mismo.
Enrique III de Castilla, como ya se ha indicado anteriormente, legó en su testamento cien mil maravedís a Isabel e Inés Enríquez, a quienes llamó en dicho documento tías suyas, y el rey Juan II también dejó ciertas «mandas» a las mismas en su testamento y un juro perpetuo procedente de las alcabalas de la ciudad de Toledo. Y al igual que las abadesas que las sucedieron, Isabel y su hermana Inés embellecieron, adornaron y ampliaron el convento de Santa Clara la Real de Toledo y sus claustros y dependencias, y colocaron en algunas de sus partes sus propios escudos de armas y los de su padre, el rey Enrique II.
El 31 de septiembre de 1395, las abadesas Isabel e Inés Enríquez y su pariente fray Juan Enríquez, que era el visitador del convento de Santa Clara la Real y llegaría a ser posteriormente obispo de Lugo, solicitaron al Tribunal del Subsidio que dicho convento quedara exento de abonar el tributo del Subsidio, y el tribunal, basándose en una bula que el papa Clemente VII había concedido en ese sentido al mencionado convento en 1394, falló a favor del convento y les eximió del pago de dicho impuesto.
Por otra parte, conviene señalar que a pesar de que tanto Isabel como Inés Enríquez eran hijas ilegítimas o bastardas del rey Enrique II, ambas estaban muy orgullosas de su linaje y según algunos autores tuvieron el «cinismo» de suscribir numerosos documentos en calidad de hijas legítimas de dicho monarca. Además, en algunos documentos ambas recibían el título de «altezas», en el convento de Santa Clara se las llamaba infantas, y la historiadora María Luisa Pérez de Tudela señaló que tal vez hicieron eso por las bulas que el papa Martín V había emitido a su favor en ese sentido.

### El «encierro» de Beatriz Enríquez
En esta época, aunque hay múltiples versiones sobre el asunto, Fadrique Enríquez de Castilla, duque de Arjona y conde de Trastámara e hijo del conde Pedro Enríquez de Castilla, comunicó al papa Martín V que, debido al afecto que profesaba a las hermanas Isabel e Inés Enríquez, había accedido a que su hermana Beatriz Enríquez, que tenía unos ocho años de edad, fuera «educada honestamente e instruida», aunque solamente durante algunos días, por las monjas de Santa Clara de Toledo, pero con la condición expresa de que no profesaría los votos de religiosa en dicho convento ni tomaría los hábitos en él.

Escudo de armas de Fadrique Enríquez de Castilla, duque de Arjona y bisnieto de Alfonso XI de Castilla.

No obstante, y debido a la larga ausencia del duque Fadrique Enríquez, las religiosas del convento y las abadesas Isabel e Inés Enríquez persuadieron a Beatriz Enríquez para que vistiera el hábito de las clarisas, y al final esta última, tras muchos ruegos y súplicas por parte de aquellas accedió a su petición, y después de haber permanecido en el convento durante más de dos años, al final las monjas obligaron a Beatriz a que profesara como religiosa en dicho convento, tras haberla mantenido encerrada contra su voluntad. Sin embargo, el duque Fadrique se opuso a lo anterior y comunicó al papa Martín V que su hermana aún deseaba abandonar el convento, por lo que le solicitó que se realizara una investigación sobre lo ocurrido. Y el pontífice, mediante la bula Humilibus supplicum votis, emitida en la ciudad de Florencia el 2 de octubre de 1419, ordenó al deán de la catedral de Segovia que cuando se hubiera comprobado la veracidad de lo que le habían comunicado, debería tomar a Beatriz Enríquez bajo su protección para que abandonara el convento de Santa Clara la Real a fin de que fuera llevada a otro convento de clarisas o de otra orden.
Y el papa también dispuso que si era cierto que Beatriz Enríquez había pronunciado los votos en contra de su voluntad podría renunciar a los hábitos y a la vida religiosa y sería libre para poder volver a la vida seglar y casarse. No obstante, conviene señalar que María Luisa Pérez de Tudela afirmó en su tesis doctoral sobre el convento de Santa Clara la Real que en esta época este cenobio se vio envuelto en dos asuntos de este tipo, ya que por un lado se dio el caso de Beatriz, la hermana del duque Fadrique Enríquez, y por otro el de otra joven también llamada Beatriz que era hija de Pedro Enríquez, conde de Trastámara, y a la que también se obligó al parecer a tomar los hábitos en contra de su voluntad, pero en otra parte de su tesis afirmó que en realidad las dos jóvenes llamadas Beatriz fueron sobrinas de los anteriores.
No obstante, otros historiadores afirmaron que el caso del «encierro» de Beatriz Enríquez no ocurrió en Santa Clara de Toledo, sino en el convento de Santa Clara de Valladolid, y otros que tuvo lugar en el monasterio de las Huelgas de Burgos, pero el historiador Alfonso Franco Silva señaló que hay constancia de que se produjo indudablemente en el convento de Santa Clara la Real de Toledo. Y, por otra parte, algunos de los historiadores que vincularon este asunto con el convento de Santa Clara de Valladolid, afirmaron erróneamente que Inés Enríquez, la hija ilegítima de Enrique II, no fue abadesa de Santa Clara la Real de Toledo, sino del de Santa Clara de Valladolid, y también que fue el duque Fadrique Enríquez quien, con la complicidad de aquella, obligó a su hermana Beatriz a tomar el hábito de las clarisas y a permanecer en el convento durante varios años hasta que un día «se desnudó los ávitos a la vista de la Abadesa y monjas, y se salió del monasterio ayudada de algún pariente», que según el historiador Eduardo Pardo de Guevara y Valdés debió ser su tío, el almirante de Castilla Alfonso Enríquez. Y el historiador Alfonso Franco, por otra parte, afirmó que el ingreso de Beatriz Enríquez en las clarisas de Toledo se produjo en 1424, cuando ella tenía 17 años de edad, a pesar de que la bula del papa Martín V en relación con el asunto de Beatriz está fechada en octubre de 1419, es decir, unos cinco años antes de lo manifestado por Franco Silva.

### Últimos años y muerte

Escudo de armas de la abadesa Inés Enríquez de Castilla, hija ilegítima de Enrique II y hermana de Isabel Enríquez.

El heraldista Faustino Menéndez Pidal de Navascués afirmó que Isabel Enríquez aventajaba en edad a su hermana Inés, basándose en el hecho de que en el dintel del pórtico de acceso a la iglesia del convento de Santa Clara la Real su escudo de armas está colocado a la derecha, que era el lugar de preferencia, del de su padre, el rey Enrique II, mientras que el escudo de su hermana Inés aparece situado a la izquierda del mismo. Además, el escudo de Isabel, que al igual que el de su hermana Inés está colocado en el claustro de los Laureles, en el claustro bajo y en los alfarjes de la sala capitular de Santa Clara la Real de Toledo, consiste en un escudo de «león vestido de Castilla», según Faustino Menéndez Pidal de Navascués, o en un «losange cargado con un león y las armas de León y Castilla en el vestido», como lo describen otros autores. Y según Menéndez Pidal de Navascués, el escudo de Isabel Enríquez ya habría sido probablemente usado antes por otro miembro de la familia real como algún hijo de Alfonso XI o de Enrique II, y se deriva del que usó su tío Sancho de Castilla, que era hijo ilegítimo de Alfonso XI de Castilla y de Leonor de Guzmán y que consistía en un escudo de Castilla «vestido de León».
Antes de morir, Isabel y su hermana Inés fundaron una memoria en su convento de Santa Clara la Real de Toledo, a fin de que las monjas rogasen a Dios por el alma de sus padres y por las suyas propias. Y los bienes que legaron al convento se encontraban en Huendas y consistían en 807 fanegas de tierra y 124 estadales, que deberían producirle al convento 5.000 maravedíes de renta anuales y ocho gallinas.
Isabel Enríquez falleció alrededor de 1420 o 1421, según afirman diversos historiadores, ya que el último documento en el que consta su firma está fechado en 1419.

## Sepultura
El cadáver de Isabel Enríquez recibió sepultura en el llamado coro de las monjas del convento de Santa Clara la Real de Toledo, y sus restos mortales reposan en la actualidad junto a los de su hermana, Inés Enríquez, bajo una losa de pizarra negra adornada con su escudo de armas y con una inscripción muy deteriorada por el transcurso de los siglos pero en la que aún puede leerse el siguiente epitafio incompleto donde se menciona, como señaló Faustino Menéndez Pidal de Navascués, el nombre de la difunta y que era hija del rey Enrique II:

AQUÍ YACE LA SENNO/RA DONNA YSABEL HIJA DEL REY DON ENRIQUE DE B/UENA MEMORIA FA/LLECIO ANNO DE MILL E CCCC...

En el coro del mismo convento también están sepultados dos bisnietos del rey Alfonso XI de Castilla, siendo uno de ellos Fadrique Enríquez de Castilla, que fue duque de Arjona, y el otro fray Juan Enríquez, que fue obispo de Lugo y cuyo sepulcro es una de las obras escultóricas más destacadas del convento. Y también está enterrada en dicho lugar la abadesa Juana Enríquez, que era hija del conde Alfonso Enríquez y de Inés de Soto y nieta del rey Enrique II de Castilla, aunque otros historiadores afirmaron erróneamente que era hija del almirante Alonso Enríquez y de Juana de Mendoza.

## Matrimonio y descendencia

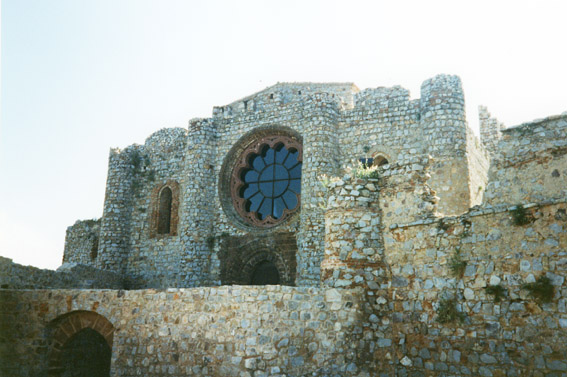
Iglesia del castillo de Calatrava la Nueva, donde fueron sepultados los maestres Gonzalo Núñez de Guzmán y Luis González de Guzmán. (Provincia de Ciudad Real).

Luis de Salazar y Castro, basándose en lo afirmado por otros genealogistas como el marqués de Mondéjar, José Pellicer y Diego Ortiz de Zúñiga, señaló en el tomo III de su Historia genealógica de la Casa de Lara, y como advirtió Salazar y Acha, que fruto de la relación o matrimonio entre Isabel Enríquez y el maestre Gonzalo Núñez de Guzmán nacieron dos hijos, y otros historiadores modernos, como Enrique Rodríguez-Picavea Matilla, afirman que casi con toda seguridad el maestre Luis González de Guzmán habría sido uno de ellos. Y argumentan que Luis González pudo hacerse pasar por sobrino de Gonzalo en lugar de hijo debido a que el rey Enrique II no aprobó el matrimonio de sus padres y encerró a Gonzalo Núñez en prisión, lo que explicaría que el apellido de Luis fuera «González», que como señaló Rodríguez-Picavea Matilla, no era comúnmente usado por los miembros de su familia.
Según lo afirmado por Luis de Salazar y Castro, Isabel Enríquez y el maestre Gonzalo Núñez de Guzmán habrían tenido dos hijos, pero en 1716 el propio Luis de Salazar y Castro se contradijo a sí mismo, como advirtió Salazar y Acha, y en su Índice de las Glorias de la Casa Farnese, publicado en ese año, afirmó que los dos siguientes individuos fueron hijos de Gonzalo Núñez de Guzmán y de Francisca de Meneses, ya que hay constancia de que estos últimos estaban casados en 1377:
- Luis González de Guzmán (m. 1443).[72] Fue Maestre de la Orden de Calatrava desde 1407 hasta 1443 y contrajo matrimonio con Inés de Torres,[73] que era hija de Sancho Díaz de Torres, adelantado de Cazorla, y de María Pérez de Godoy, señora de Ximena, con quien tuvo varios hijos.[66] Fue sepultado en la capilla mayor de la iglesia del castillo de Calatrava la Nueva,[68][69] y entre sus descendientes destacaron los marqueses de la Algaba.[74]
- Pedro Núñez de Guzmán. Fue copero mayor del rey Fernando I de Aragón,[75] quien le entregó la villa de Torija, y contrajo matrimonio con María de Avellaneda, que era hija de Lope Ochoa de Avellaneda, señor de Gumiel, y de Juana de Formicedo,[76] con quien tuvo descendencia.[75][76]